# بوگان (فیلم)
بوگان (به انگلیسی: Bogan) فیلمی محصول سال ۲۰۱۷ و به کارگردانی لاکشمن است. در این فیلم بازیگرانی همچون جایام راوی، آرویند سوامی، هانیسکا موتوانی و نثار ایفای نقش کرده‌اند.